# Les Âmes errantes (documentaire)
Pour l’article homonyme, voir Les Âmes errantes.
Série
Le Dernier Souffle, au cœur de l'Hôtel-Dieu de Montréal
(2017)
Pour plus de détails, voir Fiche technique et Distribution.
Les Âmes errantes est un court métrage documentaire québécois produit et réalisé par Annabel Loyola, sorti en 2020. Ce film constitue la suite logique au film Le Dernier Souffle, au cœur de l'Hôtel-Dieu de Montréal. Il a été tourné à l'Hôtel-Dieu de Montréal après sa fermeture.  

## Synopsis
Avec un regard poétique, ce court métrage documentaire expérimental donne à voir l'Hôtel-Dieu de Montréal inoccupé après sa fermeture le 5 novembre 2017.

## Fiche technique
| Productrice                  | Annabel Loyola                                         |
| Recherche, scénario          | Annabel Loyola                                         |
| Réalisation                  | Annabel Loyola                                         |
| Image                        | Frank Le Coroller, François Vincelette, Annabel Loyola |
| Montage                      | Vincent Guignard                                       |
| Conception et montage sonore | Martin Allard                                          |
| Prise de son                 | Marco Fania, Mélanie Gauthier, Julia Innes             |
| Musique originale            | Fabienne Lucet                                         |
| Production                   | Arabesque Films                                        |
| Distribution                 | Arabesque Films                                        |
| Relations de presse          | Annabel Loyola                                         |
| Durée                        | 12 minutes                                             |

## Genèse du film
Après la sortie de son film documentaire Le Dernier Souffle, au cœur de l'Hôtel-Dieu de Montréal  et la fermeture de l'institution montréalaise le 5 novembre 2017,, la cinéaste Annabel Loyola décide de retourner dans les lieux vides pour capter l’ambiance du lieu patrimonial désormais vacant. 
« Nous sommes en décembre 2017. Je revenais de présenter Le dernier souffle à Val d'Or. Mon autobus passe devant l’Hôtel-Dieu. Je constate que toutes les lumières sont éteintes. C’est un choc. (...) J’ai envoyé un courriel à un responsable et j’ai reçu très rapidement une longue réponse. On allait vite dépêcher une équipe pour remplacer les ampoules et réparer les circuits électriques abîmés après une récente panne générale d’électricité. (...) Je découvrais que des anges gardiens veillaient toujours sur cet hôpital », tels sont les propos de la cinéaste recueillis par le journaliste François Gloutnay. Cet événement a inspiré Annabel Loyola pour faire son court métrage.

## Distribution

### Première canadienne et sortie en salle
Les Âmes errantes est présenté en première canadienne le 28 février 2020 lors de la 38e édition des Rendez-vous Québec Cinéma. Le film sort à la Cinémathèque québécoise à Montréal le 11 juin 2021.

### Plateformes numériques
Le film est présenté sur la plateforme numérique ICI tou.tv où il est présenté avec le long métrage de la cinéaste Le Dernier Souffle, au cœur de l'Hôtel-Dieu de Montréal, témoignant de la vie des derniers occupants de l'Hôtel-Dieu,.  Il est disponible en vidéo à la demande,.

### Ciné-rencontres et rétrospectives
Le film est présenté lors de ciné-rencontres avec la cinéaste,.

## Débat sur l'avenir de l’Hôtel-Dieu de Montréal
Avec son court métrage Les Âmes Errantes, la cinéaste Annabel Loyola souhaite participer à la relance du débat sur l'avenir de l’Hôtel-Dieu de Montréal, fermé depuis le 5 novembre 2017. La pandémie de COVID-19 met un frein brutal à cette initiative, juste après la première du film le 28 février 2020,. Le 14 mars 2020, les salles de cinéma ferment, la sortie du film est mise sur la glace et reportée à une date ultérieure. 
En avril 2020, le CHUM rouvre le site et y aménage plusieurs étages pour soutenir les centres d'hébergement de soins de longue durée (CHSLD) débordés par la crise sanitaire due à la pandémie de COVID-19. « Ce n'est pas la première fois que l'Hôtel-Dieu, le plus ancien hôpital de Montréal, est mis à contribution afin de contenir la pandémie. Dès la mi-mars [2020], une des premières cliniques de dépistage du nouveau coronavirus avait été ouverte dans son ancienne urgence, désaffectée depuis plus de deux ans ».
Depuis une dizaine d'années, un projet visionnaire de réhabilitation du site patrimonial de l’Hôtel-Dieu de Montréal est développé sous le nom de Communauté Saint-Urbain. Ce projet consiste à créer “un quartier innovant voué à la création d’un milieu de vie inclusif et de mixité sociale”. Il est en attente d’approbation du gouvernement du Québec pour voir le jour.

## Festivals et rendez-vous culturels marquants
- 2019 – Syracuse International Film Festival, sélection officielle[15]
- 2020 – Rendez-vous Québec Cinéma, sélection officielle[15]
- 2020 – Festival international du film d'histoire de Montréal, sélection officielle[15]

## Identifiants
- ISNI :